# Beroepsorganisatie Nederlandse Ontwerpers
De BNO (Beroepsorganisatie Nederlandse Ontwerpers) is een Nederlandse beroepsorganisatie voor ontwerpers, zoals grafisch ontwerpers, industriële ontwerpers en illustratoren. In januari 2022 was het ledenaantal 1772.

## Organisatie
De BNO heeft een algemeen bestuur, een dagelijks bestuur, een Raad van Beroep en een Raad van Toezicht. De huidige vereniging ontstond in 1996 na de fusie van de bNO, KIO en KIO-branche. De BNO bestaat uit verschillende regioplatforms: BNO Zefir7 (Den Haag), BNO Utrecht, BNO Zuid (Noord-Brabant en Limburg), BNO Creative Café (Almere, 't Gooi), BNO IMG LAB (Rotterdam), BNOord (Noord-Nederland), BNO Zwolle. In Arnhem werkt de BNO samen met OPA (Ontwerp Platform Arnhem).
Sinds de jaren '90 reikt de BNO eens in de twee jaar de BNO Piet Zwart Prijs uit. Deze prijs werd in de jaren '80 in het leven geroepen door het ontwerpbureau Total Design, ter ere van het oeuvre van Piet Zwart. Hella Jongerius won deze prijs in 2021.

## Verwante organisaties
- Dutch Design Week
- Platform ACCT
- Branchevereniging Nederlandse Architectenbureaus
- Auteursbond
- Pictoright